# Jörgen Sandström
Jörgen Sandström (ur. 13 listopada 1971 w Visby) – szwedzki muzyk, kompozytor, wokalista, autor tekstów i multiinstrumentalista. Jörgen Sandström znany jest przede wszystkim z występów w zespole prekursorów szwedzkiego death metalu - formacji Grave, której był członkiem w latach 1988-1996. Wcześniej występował w krótkotrwale istniejących zespołach Grinding Death, Corpse i Putrefaction. Następnie, w 1997 roku związał się z zespołem Entombed. W grupie występował do 2006 roku. W latach późniejszych współpracował z takimi zespołami jak: The Project Hate MCMXCIX, Vicious Art, Krux czy Torture Division.